# Orthopsyllus agnatus
Orthopsyllus agnatus is een eenoogkreeftjessoort uit de familie van de Orthopsyllidae. De wetenschappelijke naam van de soort is voor het eerst geldig gepubliceerd in 1950 door Klie.